# 2014 au Nigeria
Cet article présente les faits marquants de l'année 2014 au Nigeria.

## Évènements
- Janvier : combat de Damboa ; massacre de Kawuri ; massacre de Waga Chakawa.
- Février : deuxième massacre de Konduga ; massacre d'Izghe ; massacre de Bama ; massacre de Buni Yadi.
- Mars : attentat de Maiduguri ; massacre de Mainok ; massacre de Mafa ; bataille de Giwa ; attentat de Ngurosoye.
- Avril : attentat de Mulai ; massacre d'Amchaka ; premier attentat de Nyanya ; bataille de Bulanbuli ; enlèvement des lycéennes de Chibok.
- Mai : deuxième attentat de Nyanya ; massacre de Gamboru Ngala ; attentat de Jos ; bataille de Buni Yadi ; massacre de Gumushi.
- Juin : attentat de Mubi ; massacre de Goshe, Attagara, Agapalwa et Aganjara ; massacre de Bardari ; attentat de Damaturu ; attentat d'Abuja ; massacre de Kwada, Ngurojina, Karagau et Kautikari.
- Juillet : bataille de Damboa ; massacre de Dille.
- Août : bataille de Gamboru Ngala.
- Septembre : bataille de Bama ; bataille de Konduga.
- Novembre : bataille de Malam Fatori ; attentat de Potiskum ; massacre d'Azaya Kura ; massacre de Dogon Fill ; attentat de Maiduguri ; attentat de Kano.
- Décembre : bataille de Damaturu.